# Hit, la fiebre del karaoke
Hit, la fiebre del karaoke era un programa de televisión chileno conducido por Sergio Lagos, emitido por primera vez el 2 de enero de 2008 en Canal 13 y se emitía diariamente a las 22 horas de lunes a viernes. El programa corresponde a la versión local del programa estadounidense The Singing Bee. La mecánica del concurso es igual al de su versión original, sin embargo, el premio máximo que el concursante puede ganar por día es de 5 millones de pesos.
Desde el miércoles 16 de enero y todos los miércoles, el programa hacia especiales. Los primeros dos miércoles (16 y 23 de enero), se realizó el especial "Vip, la fiebre del karaoke", donde los concursantes fueron solo famosos. El tercer miércoles (30 de enero), se realizó el especial "Hit 80's", donde las canciones solo eran de la década de los ochenta.

## Competencia
La competencia empieza, cuando el conductor escoge seis participantes en el público al azar, ellos tienen que cantar la canción emitida por la orquesta del programa, una vez escogidos pasan al escenario. Juegan dos fases de eliminación, y el ganador de estas juega una última fase. En las primeras dos fases, antes de las canciones el conductor menciona los datos de la canción (año, artista, nombre de la canción).

### Primera Fase
Consiste en que cada participante debe cantar o decir correctamente la letra de una canción, la cual previamente es cantada por los cantantes del programa. Concursan en el orden de llegada al escenario (si es que existe una concursante del programa anterior, esta canta primero). Al momento de que la letra de esta canción este correcta, pasa a la siguiente fase. De los seis participantes, solo cuatro pueden pasar a la siguiente fase, por lo que si los primeros cuatro concursantes dicen correctamente la letra, los otros dos quedan descalificados.

### Segunda Fase
Consiste en que dos participantes se enfrentan en parejas en dos etapas. Al quedar empatados ambos, en cualquiera de las dos etapas, se da la oportunidad de desempatar con una prueba de velocidad a través de unos pulsadores.

#### Etapa 1-A
La primera etapa de la segunda fase consiste en que los primeros dos y los últimos dos participantes clasificados de la primera fase se enfrentan entre sí. Ambos participantes, al igual que en la primera fase, también deben decir correctamente la letra de una canción, aunque ahora se le da la posibilidad de ver la letra correspondiente, pero en desorden; por lo que el concursante puede ayudarse o distraerse con esto. El participante que diga correctamente la letra, pasa a la etapa 2. Esta etapa, ha sido utilizada en casi todo el programa (excepto el 21 y el 23 de enero, donde se utilizó la etapa 1-B, especificada abajo).

#### Etapa 1-B
Esta etapa, utilizada los días 21 y 23 de enero del 2008; consiste en que el animador solo dice el año y el artista de la canción; luego, el participante debe cantar el principio de la canción, por ende, los cantantes del programa no cantan en esta etapa. Al igual que el anterior, el participante que diga correctamente el inicio de la canción, pasa a la siguiente etapa, siempre y cuando no haya empate.

#### Etapa 2
Una vez que se escogen la pareja semifinalista, el conductor entrega los datos de las canciones y el concursante tendrá que cantar una estrofa completa, la cual (generalmente) es el estribillo de la canción. El que gane, pasa a la última fase.

#### Desempate
En esta situación, el conductor dice el año y el artista de la canción; en ese momento, uno de los dos concursantes (el que apriete más rápido el pulsador) elige si cantar el o que cante el otro concursante (si es que este no la sabe), dando la posibilidad a que ambos se equivoquen o ganen. El que cante correctamente la canción, pasan a la siguiente etapa o fase. En el caso de la etapa 1, no se exhibe la letra.

### Tercera Fase ("La Cuenta Final")
El finalista escuchará siete canciones, de estas siete sólo podrá equivocarse en tres oportunidades, a la tercera el juego se acaba. Pero si acierta a cinco de ellas podrá ganar 5 millones de pesos. En esta fase, en ningún momento se le entregan datos previos sobre la canción.
Si acierta a:
- 1 Canción: $250.000 y copa
- 2 Canciones: $500.000
- 3 Canciones: $750.000
- 4 Canciones: $1.000.000
- 5 Canciones: $5.000.000

## Encargados musicales

### Cantantes del programa
- Harold Villar
- Ximena Abarca
- Daniel Donoso
- Loretto Canales
- Carolina Vargas

### Productor musical
- Gonzalo Cordero

### Arreglador musical
- Sergio Mella (Tecladista)